# Sekundärradar

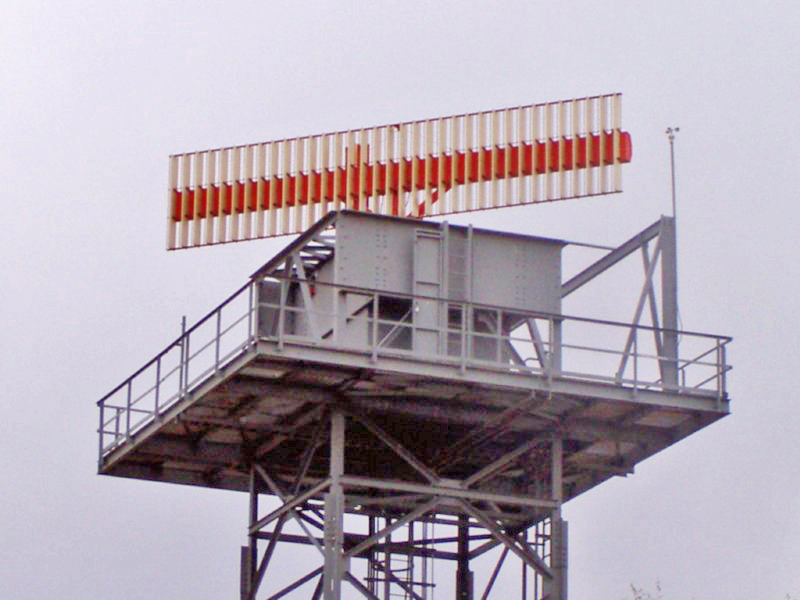
LVA-Antenne einer monopulsfähigen Mode S Sekundärradarsensors der Deutschen Flugsicherung (DFS) bei Neubrandenburg / Mecklenburg-Vorpommern

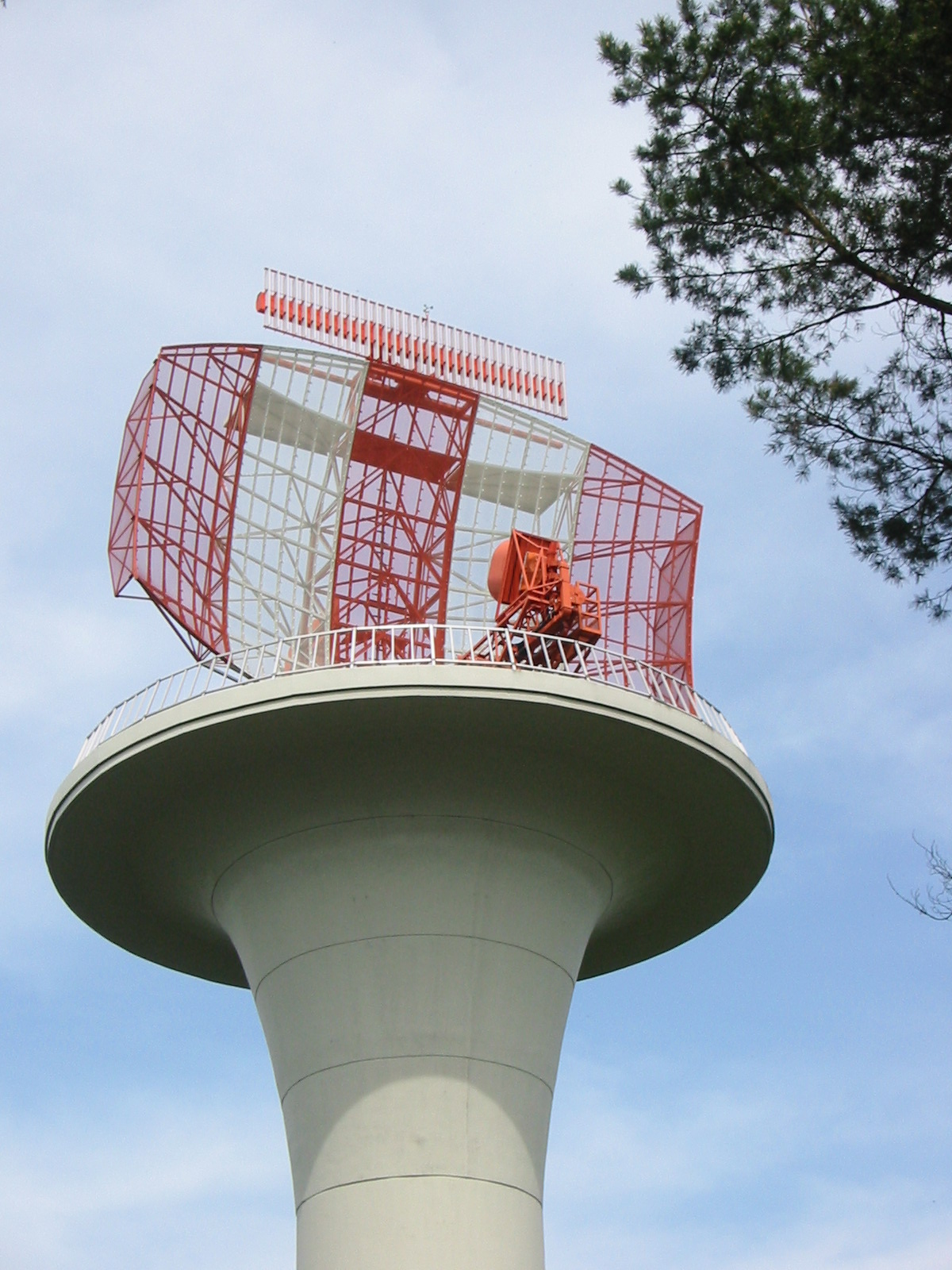
L-Band PSR-Spiegel des PSR SRE-M-Radars der DFS auf dem Deister. Die balkenförmige LVA-Antenne des SSR-monopulsefähigen Interrogators ist oberhalb der Primärradar-Antenne montiert.

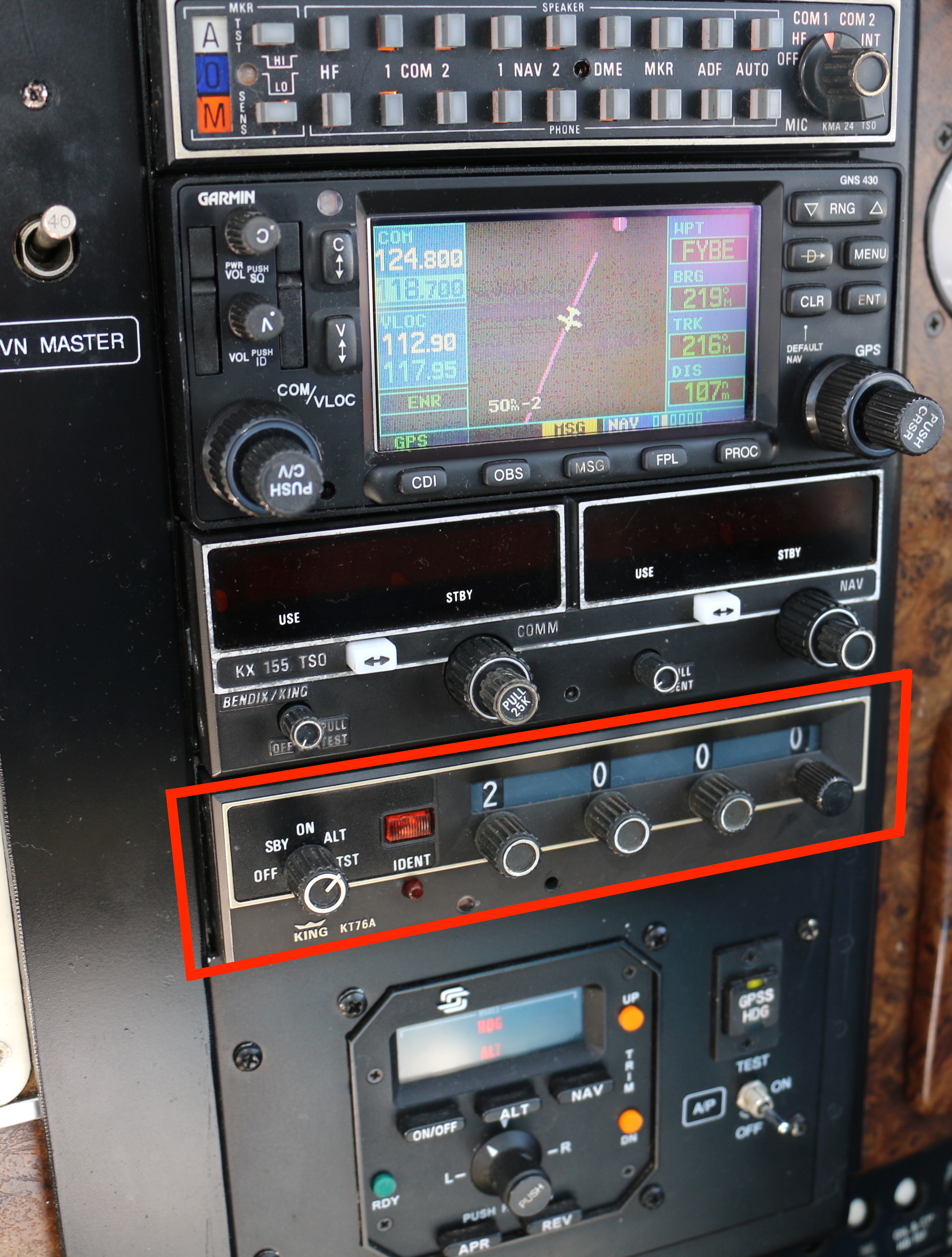
Bedienfeld von einem SSR Mode A und C fähigen Transponder in einem privaten Flugzeug, darüber Bedienfeld für VHF-COM Transceiver und VHF-NAV-Empfänger, darüber Garmin-GPS (ebenfalls mit VHF-Flugfunk)

Ein Secondary Surveillance Radar (SSR, Sekundärradar) und das militärische Äquivalent IFF (engl. Identification Friend or Foe, dt. Freund-Feind-Erkennung) sind Radare, die nur aktive und kooperierende Ziele detektieren können. Die Detektierung erfolgt, indem ein SSR- oder IFF-Interrogator (dt. Abfrager) die SSR- oder IFF-Transponder von Luftfahrzeugen abfragen. Je nach Abfrage-Mode können z. B. eine zugeteilte Kennung (Mode A), eine eindeutige dem Luftfahrzeug zugeteilte 24 Bit-Adresse (Mode S), die barometrische Höhe (Mode C) oder weitere für zivile und militärische Flugverkehrskontrolle (engl. Air Traffic Control, ATC) relevante Informationen vom Transponder eines Luftfahrzeuges abgefragt werden.
SSR- und IFF-Interrogatoren benötigen im Vergleich zu einem Primary Surveillance Radar (PSR, Primärradar) eine um circa den Faktor 1000 kleinere EIRP (Equivalent Isotropically Radiated Power, dt. Äquivalente Isotrope Strahlungsleistung), da ein PSR-Sender am Ziel/Luftfahrzeug ein ausreichend starke Reflexion an einem Luftfahrzeug auslösen muss, damit das Echo noch im Empfänger eines PSR-Sensors als Ziel verarbeitet werden kann. Da bei (absichtlichen) Störungen, defektem oder absichtlich deaktivierten SSR-  bzw. IFF-Transponder keine Antworten ausgesendet werden, oder keine Antworten empfangen oder erfolgreich verarbeitet werden können, werden in der Regel jeweils ein PSR- und ein SSR-/IFF-Sensor paarweise zusammen am gleichen Standort betrieben. Dadurch kann bei Zielausfällen bei einem der beiden Sensoren zumindest eine Zielbestätigung zu erhalten. Da jedoch die PSR-Echos auch weitaus schwächer als SSR- und IFF-Antworten sind, können auch noch sehr schwache (ggf. absichtliche) Störungen die PSR-Erfassung beeinträchtigen oder unmöglich machen.
Zusätzlich erfassen SSR- und IFF-Sensoren, wie auch Primärradar-Sensoren (engl. Primary Radar Surveillance Radar, PSR), die Schrägentfernung (engl. Slant Range) und den Azimut-Winkel in Bezug auf das erfasste Luftfahrzeuges. Die Schrägentfernung wird wegen des, im Vergleich zu einem Primärradar-Sensor (der lediglich reflektierte Signale empfängt) stärkeren Empfangssignals, mit einer besseren Genauigkeit geliefert.
Bei der Genauigkeit Azimut-Winkels haben Primär-Radare wegen ihrer größeren Antennen und damit schmaleren Hauptkeule des Antennendiagramms erhebliche Vorteile. Erst mit Einführung von SSR- und IFF-Interrogatoren mit Monopuls-Antennen (siehe Monopulsverfahren), die eine erhebliche Verbesserung der Genauigkeit der Bestimmung des Azimut-Winkel haben, erlaubten sinnvollen Einsatz von Sekundärradar-Interrogatoren, ohne diesen mit einem zusätzlichen Primärradar-Sensor am gleichen Ort kombinieren zu müssen.
Militärische IFF-Transponder liefern auf die Abfrage von militärischen IFF-Interrogatoren in militärischen Modi der militärischen Flugsicherung oder Taktischen Kontrolle in Mode 1, 2 temporär zugeordnete Identifikation. IFF bei Mode 4 und Mode 5 verfügen über Krypto-Möglichkeit bzw. Mode 5 über die Möglichkeit der Abfrage und Übertragung von weiteren Daten.
Das bei Sekundärradar genutzte Interrogator/Transponder-Prinzip, wobei der Interrogator sich in der Regel am Boden und Transponder in Luftfahrzeugen befinden, wurde nahezu zeitgleich auch für das erste von ICAO standardisierte DME (Distance Measuring Equipment) in 1950,  sowie einige Jahre später für das militärische TACAN (TACtical Air Navigation) verwendet, jedoch mit dem Unterschied, dass sich bei diesen beiden ARNS-zugehörigen Systemen  (engl. Aeronautical Radio Navigation Systems) die Transponder am Boden und die Interrogatoren im Luftfahrzeug befinden.
Mit der Zeit wurden für das beim Sekundärradar genutzte Interrogator/Transponder-Prinzip weitere Anwendungsgebiete erschlossen, z. B. zur Bestimmung der Entfernung von Raumsonden, oder das automatischen Identifizieren und Lokalisieren von Objekten über sehr kurze Distanzen mit RFID.

## Entwicklung
Das Sekundärradarverfahren hat sich aus einem militärischen System entwickelt, dessen ursprüngliche Aufgabe die Unterscheidung von Freund und Feind auf dem Radarschirm war. Während des Zweiten Weltkriegs bestand für die englische Luftabwehr die dringende Notwendigkeit, zwischen eigenen und gegnerischen Zielzeichen auf dem Radarschirm unterscheiden zu können. Deshalb wurde von Frederic Calland Williams und dem später für seine Verdienste geadelten Bertram Vivian Bowden ein System entwickelt, das später als Identification Friend Foe (IFF) bekannt wurde.
Die ersten Systeme (IFF Mark I und Mark II) haben nur den Sendeimpuls des Radargerätes empfangen und verstärkt wieder ausgesendet. Der Transponder wurde nur auf Anforderung eingeschaltet. Da das eigene Flugzeug wegen der internen Signal-Laufzeit im Transponder auf dem Radarschirm doppelt dargestellt wurde, waren im Radargerät keine technischen Erweiterungen nötig. Erst ab dem System IFF Mark III wurde die Antwort auf einem eigenen Frequenzband, damals auf 157 bis 187 MHz, gesendet. Ab diesem Zeitpunkt war ein spezieller Empfänger im Radargerät nötig.
Ab 1943 wurde als gemeinsames britisch-amerikanisches Projekt im United States Naval Research Laboratory unter Federführung des nach Washington umgezogenen Doktor Bowden das IFF Mark V entwickelt, welches unter der Bezeichnung United Nations Beacon (UNB) für eine Serienproduktion angepasst wurde. Dieses IFF-System arbeitete im Frequenzbereich 950 bis 1150 MHz wie das moderne IFF/SIF. Eine Weiterentwicklung dieses Prinzips wurde schon als Mark X bezeichnet. Das System war eher einfach strukturiert und arbeitete auf 12 verschiedenen Kanälen mit einem Frequenzabstand von 17 MHz. Dieses Mark X (IFF) konnte noch keine individuelle Identifikation eines Flugzeuges übermitteln.
Die Weiterentwicklung zu dem IFF Mark X-System mit Mode 1, Mode 2 und Mode 3 erlaubte durch Nutzung von impulskodierten Antworten eine individuelle Identifikation von Luftfahrzeugen. IFF Mark X wurde in den USA entwickelt und die Spezifikationen in 1952 NATO für Nutzung in anderen NATO-Staaten übergeben. Die Ergänzung durch das Selective Identification Feature (SIF) zur selektiven Identifizierung von Luftfahrzeugen, ist das Äquivalent zum, von ICAO spezifizierten SSR SPI Pulse und wurde durch die USA in 1959 bekannt gegeben. Das Zeichen X war ursprünglich als Platzhalter für eine später noch festzulegende Bezeichnungen verwendet, wurde aber später als römische Zahl "Zehn" gedeutet. Die Bezeichnung IFF Mark XI wurde nur kurzzeitig verwendet für die Nutzung von kodierten Abfragen und AntwortenAN/APX-35 Transponder. Bis zur Einführung des Nachfolgesystems IFF Mark XII wurde die Bezeichnung IFF Mark X verwendet.
Aufbauend auf IFF Mark X begann die Internationale Zivilluftfahrt-Organisation (ICAO) beim 5th ComDiv (CommunicationsDivision) Meeting in Montreal 1954 mit der Standardisierung des SSR-Systems. S.IV-4 ff. Die Festlegung von 1030,0 MHz und 1090,0 MHz war wichtig, da nur so eine störungsfreie Koexistenz mit dem bereits 1950 von ICAO im Annex 10 definierten und international genutzten ersten ICAO-DME-System möglich war, da das erste ICAO-DME (1950) Interrogations (Abfragen) nur zwischen 936,5 und 986 MHz und Replies (Antworten) nur zwischen 1188,5 und 1211,0 MHz aussendete. Das heutige von der ICAO standardisierte DME/N (N steht hier für narrow spektrum) basiert aber auf den TACAN-Spezifikationen, welche Nutzungen des gesamten Bereichs von 962 MHz bis 1213 MHz in 1 MHz-Schritten definierte und erst in ICAO Annex 10, Edition 6 standardisiert wurde. Nr. IV-4 Da es bei gleichzeitiger Nutzung von DME/N und SSR gegenseitigen Störungen auftreten, wurde die Nutzung von DME/N Kanälen untersagt, bei denen mindestens eine der Sendefrequenzen (Interrogation und/oder Reply-Frequenz) im Bereich um 1030 MHz und 1090 MHz liegen. S.3-1 Weitere Parameter, z. B. SLS (Side Lobe Suppression, dt. Nebenkeulenunterdrückung) wurde vom 7.ComDiv Meeting im Jahr 1962 beschlossen.
Der Azimut wurde bei SSR-Interrogatoren im Empfängerzug ursprünglich mit einem sogenannten Sliding Window Detektor (dt. Wander-Fenster-Detektor) ermittelt, wobei die die Zielmitte über eine Mittelung aller empfangenen Transponder Replies eines Luftfahrzeuges erfolgte. Bei z. B. um die 40 maximal möglichen Replies lagen die Replies aufgrund von Zielausfällen selten symmetrisch um das Ziel verteilt, sondern konnten aufgrund auch weitestgehend nur vor oder nach der Zielmitte eingehen. Daher konnte die in einem Sliding Window Detektor ermittelte Zielmitte stark gegenüber dem durch PSR-Bestätigung ermittelten Azimut abweichen. Erst mit Einführung von SSR Monopulse-Systemen (MSSR) war eine mit einem PSR-Sensor vergleichbare Genauigkeit bei der Erfassung des Azimuts möglich. Mit Einführung von SSR Mode S standen auch zunehmend MSSR-fähige SSR-Interrogatoren zur Verfügung, wodurch auch Standalone MSSR-Sensoren ohne einen PSR-Sensorteil möglich waren.
Aufgrund der nur 4096 impuls-kodierten Antworten die für eine individuelle Identifikation von Luftfahrzeugen bei SSR Mode A zur Verfügung stehen wurde für die U.S. FAA (Federal Aviation Administration) mit der Entwicklung eines neuen Modes begonnen. Während der Entwicklung bis zur Standardisierung als SSR Mode S durch ICAO im ICAO Annex 10, Volume I, Amendment 67, im Jahr 1987 wurde das System als Discrete Address Beacon System (DABS) bezeichnet.
Aus damaliger Sicht wurde ein Adressumfang von 24 Bit als ausreichend angesehen damit allen Luftfahrzeuge eine eigene eindeutigen Identifikation zugewiesen werden kann. Die verfügbaren 24 Bit werden jedoch mittlerweile z. T. schon voll ausgeschöpft, da zusätzlich zu IFR-ausgerüsteten Luftfahrzeugen, auch weitere Luftfahrzeuge z. B. UAV und Segelflugzeuge in bestimmten Lufträumen mit ADS-B-fähigen Transpondern ausgerüstet sein müssen, oder weil nun auch Bodenfahrzeuge mit ADS-B-fähigen Squitter-Boxen ausgerüstet werden, die alle jeweils eine eigene 24 Bit-Adresse benötigen.
Zusätzlich wurden ein Mode S Daten-Link für den Up- und Downlink definiert.

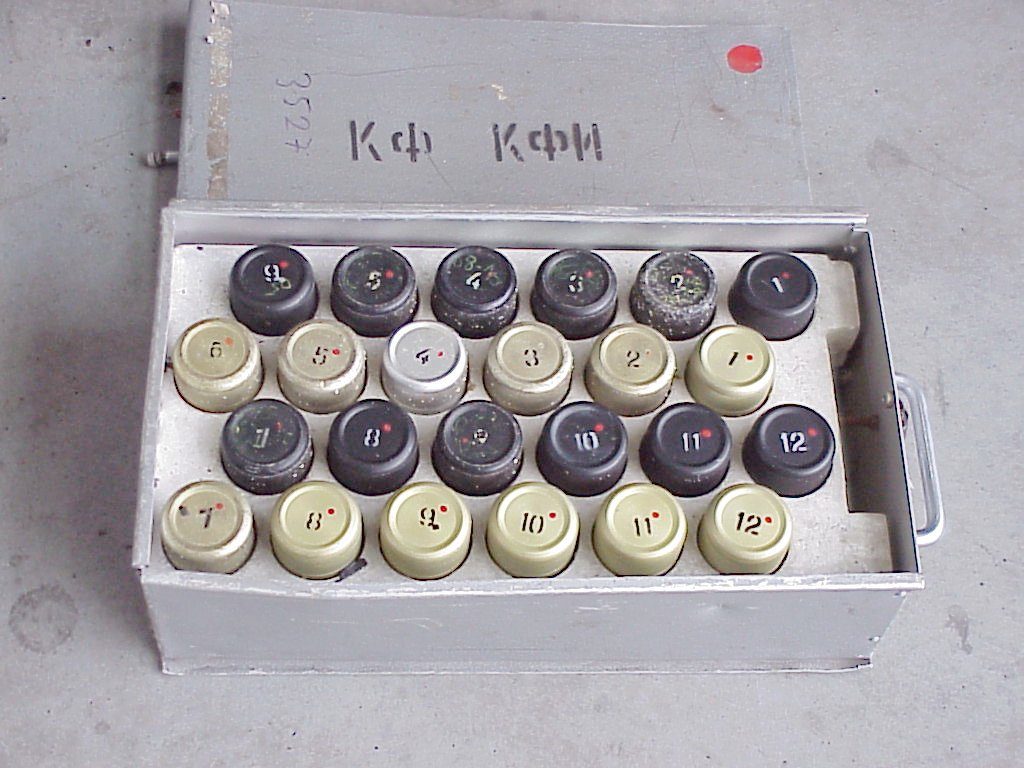
Filterkiste mit den 12 Filterpaaren für das Kremni-2-System

Im gleichen Zeitraum wurde in der ehemaligen Sowjetunion ebenfalls ein Sekundärradar als Kennungsgerät entwickelt. Hier wurde unter der Systembezeichnung Kremni auf einer Frequenz im UHF-Bereich ein drei- und manchmal vierstelliges Impulsmuster ausgesendet, das durch den Transponder empfangen, bei Vorliegen einer gültigen Codierung (nur drei Impulse sind eine gültige Abfrage, der vierte Impuls ist zur Täuschung) mit einer Niederfrequenz moduliert und wieder ausgesendet wurde. Diese Niederfrequenz stellte die Kennung dar und wurde durch zwölf steckbare Codefilter realisiert. Diese verschiedenen Filter wurden in den Streitkräften des Warschauer Paktes nach einem zentral vorgegebenen geheimen, pseudo-zufälligen Schema im Abstand von zwei bis sechs Stunden gewechselt. Von Russlands Pazifikküste über Europa bis nach Kuba wurden diese Codefilter unabhängig von der lokalen Zeitzone gleichzeitig gewechselt. Eine zivile Nutzung war eigentlich nicht vorgesehen, aber da die zivile Luftfahrt staatlich organisiert war und alle zivilen Flugzeuge im Falle einer Mobilmachung als Militärtransporter verwendet werden sollten, waren auch alle zivilen Flugzeuge mit diesem Transponder ausgestattet.
Eine ausschließliche militärische Nutzung von rein militärischen Modi die der zivilen Flugsicherung keine Replies liefern ist i. d. Regel nur in rein militärischen Übungsräumen möglich. Die Transponder von militärischen Luftfahrzeuge müssen für den Flug in den von zivilen Flugsicherungen kontrollierten Lufträumen der im jeweiligen Land geforderten Ausrüstungsverordnung entsprechen. Daher müssen alle militärischen Transponder und Transponder/Interrogatoren in militärischen Luftfahrzeugen die im jeweiligen Land geforderten Modi in der jeweils gültigen Version unterstützen, z. B. in Deutschland sind das die ICAO-standardisierten SSR-Modi A, Mode C, Mode S, ACAS 7.1. Aufgrund der zusätzlichen Arbeitslast für Fluglotsen ist ein Flug von, nicht nach den Vorgaben ausgerüsteten Luftfahrzeugen, nur in wenigen Ausnahmefällen möglich und kann dann aber auch nur auf Antrag erfolgen. Die IFF-Modi 3/A, Mode C und Mode S entsprechen Vorgaben von ICAO. IFF-Mode 1 und -Mode 2 aufgrund der Verwendung der gleichen Modulation wie bei Mode A bis D nicht sicher. Deshalb wurde später eine für sichere militärische Erkennung IFF-Mode 4 entwickelt. Das später entwickelte Mode 5 erlaubt die Nutzung eines größeren Codeumfangs und durch Kryptorechner verschlüsselte Übertragung von Daten und Funktionen, equivalent zu den auf SSR-Mode S basierenden Systemen. Aus der militärischen Begriffswelt stammen die Bezeichnungen der Mark-Systeme. Diese werden jedoch nicht von ICAO verwendet. Sie fassen mehrere Identifizierungsmodi in einem Namen zusammen und wurden in den jeweilig gültigen Revisionen im Standardization NATO Agreement 4193 (STANAG 4193 Part I – VI) beschrieben.
- Mark X oder MkX (sprich „mark ten“) umfasst die Modi 1, 2, 3/A;
- Mark XA oder MkXA umfasst die Modi 1, 2, 3/A, C;
- Mark XII oder MkXII umfasst die Modi 1, 2, 3/A, C, 4;
- Mark XII-A oder MkXII-A umfasst die Modi 1, 2, 3/A, C, 4, 5;
- Mark XII-A/S oder MkXII-AS umfasst die Modi 1, 2, 3/A, C, 4, 5, S

## Funktionsweise

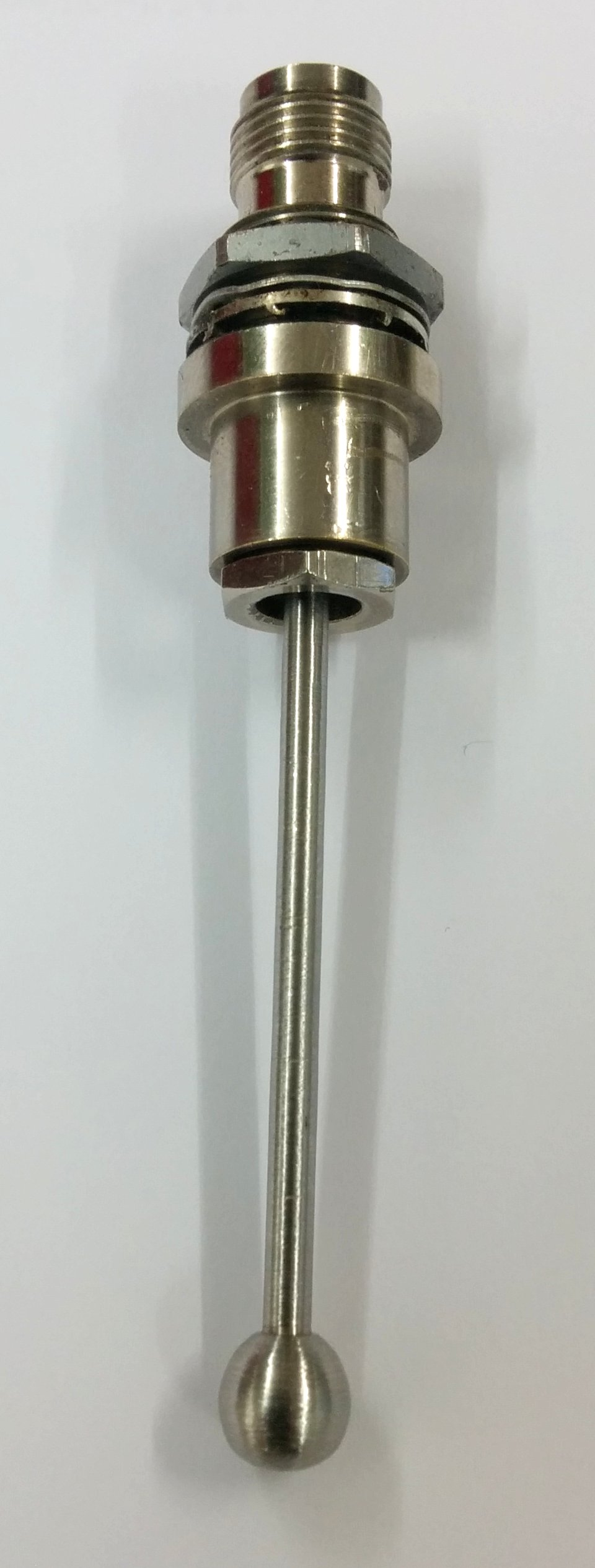
Sekundärradar-Antenne für Flugzeuge, abgestimmt für 1030 MHz – 1090 MHz

Das Sekundärradarprinzip ist ein kooperatives Ortungsverfahren bei dem der Azimut vom Ziel bezogen auf die Radar-Anlage aus der Ausrichtung der Antenne eines SSR- oder IFF-Interrogator-Antenne und die Schrägentfernung (engl. Slant Range) mittels Laufzeitmessung zwischen dem Zeitpunkt der Aussendung der Interrogation und dem Empfang der Reply (dt. Antwort) des Transponders an Bord eines Luftfahrzeuges gemessen wird. Der Vorteil gegenüber Primär-Radar ist, dass nicht die sehr schwachen Echos der am Ziel reflektierten Energie empfangen werden müssen, sondern dass die vom Transponder abgestrahlte Antwort um den Faktor von ungefähr 1000 stärker ist. Bei SSR und IFF antworten die Transponder der zu erfassenden Luftfahrzeuge auf das  auf der Frequenz 1030 MHz empfangene Abfrage-Signal (Interrogation) auf der Frequenz 1090 MHz.Nr. 2.1.2.1.1
Hierzu wird der Radarimpuls mit einer Antenne empfangen und löst die Ausstrahlung eines charakteristischen „Echos“ über die gleiche Antenne aus. Diese Antwort kann eine charakteristische Modulation oder ein Datenpaket sein. Im einfachsten Fall ist dies der verzögerte Radarimpuls selbst, bei ersten Systemen zur Freund-Feind-Kennung wurde ein doppelter Punkt auf den Radarschirm geschrieben – ein Punkt vom passiven Reflexionssignal und dahinter ein weiterer vom (verzögerten) Sekundärradar.
Beide Systeme haben auf Grund der unterschiedlichen Prinzipien verschiedene Vor- und Nachteile. Wesentlicher Vorteil des Sekundärradars gegenüber dem Primärradar ist dessen deutlich höhere Reichweite sowie die Möglichkeit der Identifizierung des Zieles. Mit dem Primärradar werden sichere Informationen über Richtung, Höhe und Entfernung der Ziele und das völlig unabhängig vom Ziel gewonnen. Ein Sekundärradar stellt zusätzliche Informationen, wie Kennung, Identifizierung und ebenfalls Höhe der Ziele bereit. Allerdings ist dazu die Mitarbeit des Ziels notwendig. Fehlt diese Mitarbeit, zum Beispiel weil der Transponder defekt ist, so ist das Sekundärradar nicht arbeitsfähig und dieses Flugobjekt wird nicht erkannt. Deshalb arbeiten die meisten Sekundärradargeräte in einer Kombination mit einem Primärradar.

### Blockschaltbild

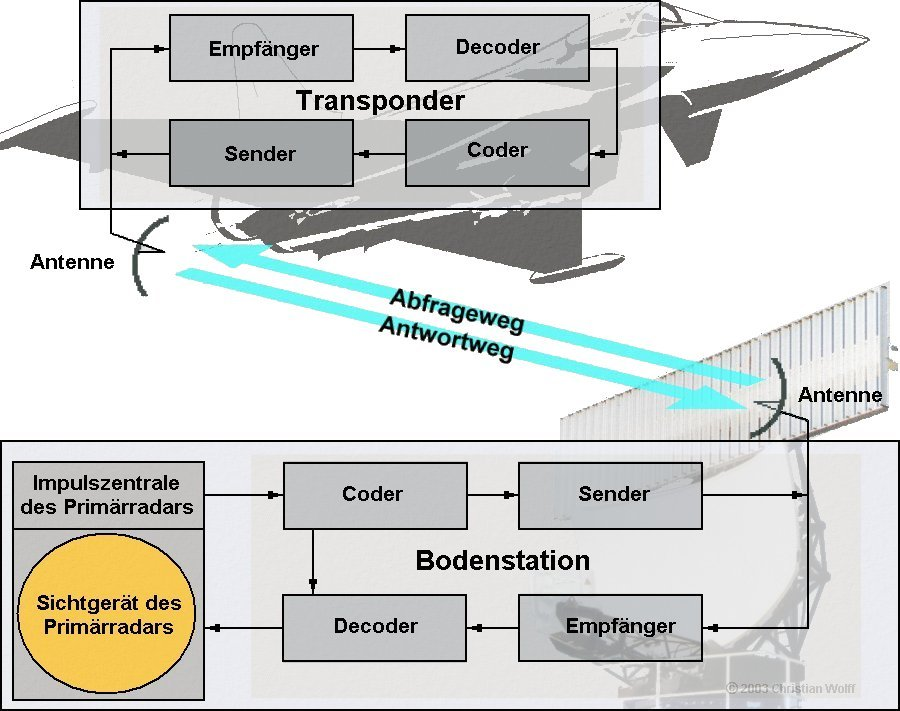
Blockschaltbild eines in der Luftfahrt verwendeten Sekundärradarverfahrens

Das Verfahren besteht aus zwei Geräten: dem Abfragegerät (Interrogator oder dt. Abfrager Abkürzung für SSR- und IFF-Abfrager) und dem Antwortgerät (Transponder, früher teilweise auch als Responder bezeichnet). In der Luftfahrt sind die Abfragegeräte teilweise Bodenstationen. Jedoch kann der Interrogator manchmal (vor allem bei Jagdflugzeugen) wie ein Transponder in einem Flugzeug eingerüstet sein.
Der Interrogator sendet abhängig von der jeweiligen Modulationsart (dem sogenannten Mode) eine beispielsweise mit verschiedenen Impulsen verschlüsselte Abfrage aus. Diese Impulse werden vom Transponder empfangen und ausgewertet. Je nach dem Inhalt der Abfrage wird eine Antwort generiert, wieder verschlüsselt und ausgesendet.
Durch die Laufzeitmessung zwischen Sendeimpulsen und dem Antworttelegramm kann die Entfernung zwischen Abfragegerät und Antwortgerät errechnet werden. Durch die im Transponder durch Decodierung und Codierung verursachten Verzögerungen ist diese Entfernungsberechnung nur korrekt, wenn diese zusätzliche Verzögerungszeit bekannt ist.

### Reichweitenberechnung
Bei Primary Surveillance Radar (PSR, dt. Primärradar) wird die abgestrahlte EIRP (engl. Effective Isotropically Radiated Power, dt. Äquivalente Isotrope Strahlungsleistung) durch die Freiraumdämpfung und atmosphärische Verluste einmal auf dem Weg vom PSR-Sender zum Luftfahrzeug gedämpft und zusätzlich wird die am Luftfahrzeug zum Radar-Empfänger zurück reflektierte Leistung (Echo) auf dem Rückweg zum PSR-Empfänger ein zweites Mal durch die Freiraumdämpfung und atmosphärische Verluste gedämpft. Die EIRP einer PSR-Anlage muss daher mindestens so groß sein, dass die an einem Luftfahrzeug für einen definierten minimalen Rückstrahlquerschnitt des Luftfahrzeuges reflektierte Leistung in Richtung des PSR-Empfängers, abzüglich der Streckendämpfung und atmosphärische Verluste, über der Schwelle des MDS (Minimal Discernible Signal) liegt, bei der das Radar-Echo sicher vom PSR-Empfänger verarbeitet werden kann (s. Empfängerempfindlichkeit). Im L-Band kann für PSR-Anlagen für 200 NM Reichweite die EIRP bei um die 36 dBi Antennengewinn und Pulse-Spitzen-Ausgangsleistungen der PSR-Sender zwischen 90 dBm bis 96 dBm (entspricht 1 MW bis 2,5 MW) EIRP bis circa 130 dBm EIRP erreichen. Bei einem Primärradar erreicht der MDS-Wert am Empfängereingang, abhängig von der Empfängerbandbreite und anderen Faktoren, Werte zwischen ca. −110 dBm und −120 dBm.
Gegenüber Primärradar, bei dem die Reichweite eine 1/R4 Abhängigkeit aufweist (s. Radargleichung), hat SSR und IFF durch die aktive Antwort des Luftfahrzeug-Transponders, (wie alle anderen einseitigen Übertragungen) nur eine 1/R2- Abhängigkeit. Dadurch treten die Streckendämpfung und die Atmosphärischen Verluste auf dem Uplink zwischen dem SSR- oder IFF-Interrogator zum Transponder eines Luftfahrzeugs nur einfach auf. Gleiches gilt für den Down-Link vom SSR- oder IFF-Transponder eines Luftfahrzeuges zum SSR- oder IFF-Interrogator. Bei bis über 27 dBi Antennengewinn und Spitzen-Impulsleistung am Senderausgang von SSR- oder IFF-Interrogator zwischen 54 dBm bis 66 dBm (250 Watt bis 4000 Watt) können EIRP von bis zu circa 90 dBm erreicht werden.
Das Minimum Triggering Level (MTL) an der ein SSR- oder IFF-Empfänger Signale erfolgreich und richtig verarbeitet werden, ersetzt die Definition des MDS bei Empfängern von PSR-Sensoren. Der MTL liegt bei max. um die −90 dBm und hängt von der Definition der Kriterien für die erfolgreiche und korrekte Verarbeitung der Signale ab. Abhängig vom Abfragemode und den verwendeten Modulationen, der definierten Wahrscheinlichkeit, oder zu welchem System oder Klasse die SSR-Empfänger kann der MTL variieren, so wird z. B. bei dem gleichen Empfänger und Pegel des Eingangssignals, ein niedrigeres MTL gemessen, wenn das MTL z. B. nicht für 90 % der Zeit und sondern für 10 % der Zeit oder niedriger definiert ist.
Primär-Radar-Gleichung für die Reichweite kann mit folgender Formel für jede Betriebsfrequenz eines PSR-Sensors einzeln berechnet werden (s. Radargleichung):
R= Reichweite

Ps= Sendeleistung

Pe= Empfangsleistung

Gs= Gewinn der Sendeantenne

Ge= Gewinn der Empfangsantenne

λ= Wellenlänge
Bei PSR-Anlagen die Frequenzdiversity unterstützen können zwei oder mehrere Sendefrequenzen zum Einsatz kommen die zwischen wenigen 10 MHz bis zu circa 70 MHz auseinander liegen, um die Entdeckungswahrscheinlichkeit der Ziele zu erhöhen. L ist die Summe aller auftretender Verluste z. B. Atmosphärische- und Polarisations-Verluste und Dämpfungs-Verluste zwischen der Antennenausgängen und den Empfängereingängen, wie Koaxialkabel, Hohlleiter, Hohlleiter-Dreh-Kupplung, Schalter und Filter.
Sekundär-Radar-Gleichung:
Anders als beim PSR Radar bei der für einen PSR-Sensor immer eine min. Rückstrahlfläche für ein Luftfahrzeug definiert wird, kann eine Berechnung für SSR und IFF nur unter den Annahmen erfolgen, das die Interrogator-Antenne und die Transponder-Antenne am Luftfahrzeug für 1030 MHz und 1090 MHz für jeden Azimut, jede Elevation einen konstanten Antennengewinn und ein sich nicht veränderndes Antennendiagramm besitzt, und das sich der Gewinn nicht durch die variierende Flugausrichtung des Luftfahrzeugs (engl. Flight Orientation) und Roll-Nick-Gier-Winkel (engl. Roll, Yaw, Pitch) ändert.
Je nach Ausrichtung des Luftfahrzeuges wird das Antennenpattern der Transponderantenne aus der horizontalen mit der Flugbewegung gekippt oder gedreht, wodurch je nach Erhebungswinkel zwischen der Antenne des Interrogators die Antenne des Luftfahrzeuges auch in einem Gewinn Minima des Antennendiagrams zur Interrogator-Antenne zeigen kann. Bei der Entwicklung von DABS (heute SSR Mode S) wurden hierzu Messungen an verkleinerten Flugzeugmodellen bei 10 GHz und bei größeren Flugzeugtypen mit Modellen auf 24 GHz durchgeführt. Es wurden Einbrüche im Antennengewinn der Transponder-Antenne um bis zu 40 dB oder mehr gemessen,,,,. Dadurch kann es im Extremfall trotz direkter Sicht zu einem in nur wenigen NM entfernt zum SSR-Sensor startenden Luftfahrzeug zu Ausfällen in der Erfassung kommen, was auch für Luftfahrzeuge die mehr als 40° Erhebungswinkel bezogen auf die SSR-Antenne befinden. Die Variationen in der Flugrichtung zwischen 0° bis 360° und Bank-Angle (Seitenneigung des Flugzeugs) von −20° bis +20° oder mehr sind gleich wahrscheinlich.
Der Antennengewinn, sowie das horizontale und vertikale Antennendiagramm variiert nicht nur mit der Frequenz, sondern auch z. B. mit dem Antennen-Design, für welche Mittenfrequenz sie optimiert wurde und mit standortspezifischen Parametern (engl. site specific parameters), z. B. wo sie platziert wird. Bei der Transponderantenne des Luftfahrzeuges variiert zudem das Antennendiagramm für dieselbe Antenne nicht nur nach Flugzeugtyp (Größe und Form des Rumpfes), sondern auch wo die Antenne montiert wurde, durch Beeinflussung z. B. durch andere Antennen, Objekten die auf dem Rumpf montiert sind durch Objekte die aus dem Rumpf herausragen, oder durch bewegliche Teile am Luftfahrzeug, wie Fahrwerk (en. Landing Gear), Höhen-, Quer- und Seitenruder oder Landeklappen (en. Flaps).
Der Unterschied im Antennengewinn innerhalb der −3 dB Breite der Antennen-Hauptkeule (engl. Main Beam oder Main Lobe) ist klein ist. Dennoch variieren, aufgrund des Frequenzunterschiedes zwischen 1030 MHz und 1090 MHz, die Stärke von Antennen-Nebenkeulen (engl. Lobes, im Azimut auch Side-Lobes) und die Tiefe von Minima (engl. Notches) zwischen Lobes und Notches, deren Breite und in welchen Winkeln diese auftreten. Der Einbruch im Antennengewinns bei Nebenkeulen und Notches wird dabei i.d. Regel in dB bezogen auf den maximalen Antennengewinn in der Hauptkeule angegeben.
Die Abfrage (Interrogation) der Transponder erfolgt auf 1030 MHz (Wellenlänge λ= 29,13 cm) und die Antwort der Transponder (Reply) erfolgt auf 1090 MHz (λ= 27,52 cm). Aufgrund des Frequenzunterschieds von 60 MHz erhöht sich die Freiraumdämpfung auf 1090 MHz gegenüber der Freiraumdämpfung auf 1090 MHz um 0,49 dB und die atmosphärischen Verluste um 0,5 dB (1,3 dB @ 1030 MHz Fig. D1 und 1,8 dB @ 1090 MHz Fig. D3).

Die Radargleichung angewendet die Empfangsleistung am SSR-Empfängereingang für Sekundärradar für:  App. D Nr. 1.1.5
Pe  = Empfangsleistung (entspricht MTL) am Empfängereingang in Watt
Ps  = Spitzen-Sendeleistung am Senderausgang in Watt
GI   = Antennengewinn der Interrogatorantennen in dBi          LI = Übertragungsverluste zwischen Antenneneingängen und Interrogators-Ein-/Ausgängen in dB
GT  = Antennengewinn der Transponderantenne in dBi          LT = Übertragungsverluste zwischen Antenneneingängen und Transponders-Ein-/Ausgängen in dB
Lat  = atmosphärische Verluste in dB, (1,3 dB @ 1030 MHz, App. D Fig. D-1 1,8 dB @ 1030 MHz App. D Fig. D-3)
λ    = Wellenlänge in Meter,               (λ1093 MHz = 29,13 cm,  λ1090 MHz = 27,52 cm)
R   = Slant Range (dt. Schräg-Entfernung) zwischen Interrogator- und Transponderantenne in Meter
Bei SSR und IFF variiert die Empfängerempfindlichkeit je nach System, der Definition für das MTL und den verwendeten Modulationen der Modi, z. B. sollen nur die Informationen aus den Pulsen von Mode A-, C-, S-Antworten verarbeitet werden, oder auch die Information die bei Mode S Phase Overlay in einer zusätzlichen D8PSK-Modulation auf die Pulse aufmoduliert wird, und bei MLAT (Multi LATeration) Sensoren muss zusätzlich auch die Time of Arrival der SSR-Antwort bestimmt werden.
ICAO definiert bei Transpondern unterschiedliche MTL die je nach geforderter Reply Efficiency (RE) variiert. Reply Efficiency ist definiert als das Reply to Interrogation Ratio (dt. Verhältnis von empfangenen Antworten zu ausgesandten Abfragen).
Für Transponder, die nur auf Mode A- und C-Abfragen antworten können, ist bei einer geforderten Reply Efficiency von 90 % der nominale MTL zuerst mit −74 dBm Nr. 4.8.1 und derzeit mit  −71 dBm bei einer möglichen Toleranz zwischen −69 dBm bis −77 dBm definiert worden. Nr. 3.1.1.7.5 Für Mode-S-fähige Transponder wird bei einer Reply Efficiency von 90 % ein MTL von −74 dBm ±3 dB definiert. Bei Signalen, die zwischen −21 dBm und 3 dB über MTL liegen, ist eine  Reply Efficiency von −99 % gefordert und die maximale Reply Efficiency darf 10 % für Abfragen, die unter −81 dBm liegen, nicht überschreiten. Nr. 3.1.2.10.1 Für Mode S- und ACAS-fähige Bordgeräte sind zum Teil noch empfindlichere MTL spezifiziert.
Für Mode A- und Mode C-fähige Interrogator-Empfänger wird ein MTL von besser als −85 dBm gefordert, Nr. 4.5 wobei der gemessen MTL bei Mode S Monopulse-fähigen Interrogator-Empfängern besser als −90 dBm sein kann. Bei MLAT-Empfängern können theoretisch MTL-Werte bis zu circa −95 dBm erreicht werden. Um definierte MTL-Werte sicher erreichen zu können, müssen jedoch die Empfänger weitaus empfindlicher sein um je nach Design des Detektors sonst nicht ein ausreichend großes Signal zur Verarbeitung vorliegt oder zusätzliche D8PSK-Modulation auf einem Puls nicht detektiert werden kann.
Dies ist auch die Erklärung dafür, warum Empfänger anfällig gegenüber Störsignalen oder Spurious Emissions (unerlaubte Nebenaussendungen weit entfernt von der Nutzfrequenz) sein können die viele dB unter den definierten MTL-Werte liegen, z. B. von des künftigen LDACS (L-Band Digital Communication System) mit OFDM-Modulation. Mit SSR, IFF, DME und TACAN wurde das Frequenzband 960 bis 1215 MHz nur durch Systeme, die Puls-Signale aussenden, genutzt, wodurch z. B. eine Erkennung der Pulseform und Breite ausreichte um unerwünschte Pulse oder Modi voneinander zu unterscheiden. Es wurde daher kein Schutz, vor nicht gepulsten längeren modulierten Aussendungen oder dauerhaft sendenden, modulierten Signalen vorgesehen. Die Ausnahme ist eine Definition zur Unterdrückung von umodulierten Trägern (en. Continuous wave, CW, bzw. Modulation A0), die als unmodulierten Oszillator-Störstrahlung aus anderen Empfängern stammen die im Bereich 960 bis 1215 MHz betrieben werden.
In ICAO Doc-9924 gibt es für eine Slant Range-Erfassungsreichweite von 200 NM ein Beispiel für den Uplink das jedoch keine Reserve für weitere Verluste, z. B. Schwankung des Antennengewinns, beinhaltet. Für 1030 MHz wird bei 144,1 dB Free Space Path Loss und 1,3 dB für Atmosphärische Verluste bei einem erlaubten Worst Case-MTL im Transponder von −69 dBm eine minimale EIRP des Interrogators von 79,4 dBm angegeben.App. D Fig. D-1
Für den Downlink wird ohne eine Reserve für weitere Verluste, z. B. Schwankung des Antennengewinns, bei einer Slant-Range-Erfassungsreichweite von 200 NM für 1090 MHz bei Free Space Path Loss von 144,1 dB und atmosphärische Verlusten von 1,8 dB  bei dem erlaubten Worst Case-MTL im Interrogator-Empfänger von −85 dBm eine EIRP des Transponders von 51 dBm angegeben.App. D Fig. D-3
Abhängig vom Antennengewinn wird für eine Erfassungsreichweite von 200 NM für Interrogatoren eine Sender-Pulsespitzenleistung zwischen 57 dBm und 61,76 dBm für die im Main-Beam (Haupkeule) abgestrahlten Interrogation Pulse P1/P3 und für die omnidirektional abgestrahlten SLS-Puls P2 (und früher optional auch P1) zwischen 57 dBm und 69,54 dBm gefordert Nr. 4.3 Die geforderte −3 dB Breite des Main-Beams (dt. Haupkeule) von Interrogator Antennen ist mit 3° bei einer Unterdrückung von Side Lobes (dt. Nebenkeulen) von besser als −24 dB angegeben. Die minimale notwendige Anzahl von Antworten für ein Ziel wurde mit 4 bis 8 Antworten angegeben. Nr. 4.2 Bei Monopulse-fähigen Empfängern wird durch Aufteilung der Antenne in einen linken und einen rechten Teil und durch eine separate Verarbeitung in mehreren Empfängern bei gleichem Antennengewinn eine Zielschärfung im Azimut erreicht, äquivalent zu einer Antenne mit höherem Gewinn die eine schmälere Breite des Main Beams besitzt. Ein weiterer Vorteil von Monopulse-fähigen Empfängern ist, das nur eine Antwort zur Bestimmung der Zielmitte notwendig ist.
Abhängig von der benötigten Erfassungsreichweite, z. B. 200 NM bei SRE und 60 NM bei ASR, sowie dem Gewinn der Interrogator-Antenne von bis um die 27 dBi, wurden bei SSR Mode AC Pulsspitzenausgangsleistungen des Senders von bis zu 63 dBm. Für SSR Mode S-fähigen Interrogatoren mit Monopulse-Empfängern werden Pulsspitzenausgangsleistung von meistens 57 dBm eingesetzt. IFF-Interrogatoren können Pulsspitzenausgangsleistungen bis zu 66 dBm erzeugen.
Auch wenn eine sehr hohe Strahlungsleistung auf den ersten Blick die Erfassungswahrscheinlichkeit erhöhen sollte, ist aber genau das Gegenteil der Fall, da hierdurch auch Luftfahrzeuge außerhalb des eigenen Erfassungsreichweite und zusätzlich auch innerhalb des eigenen Erfassungsreichweite durch Reflexionen an anderen Objekten (engl. Multipath-Interrogation) abfragt werden. Antworten die durch Reflexionen ausgelöst werden und kommen daher aus anderen Winkeln als die in die der Main-Beam ausgerichtet ist, werden aber mit der gemessenen Laufzeit bzw. Entfernung in diesem Winkel dargestellt. Da alle Transponder auf 1090 MHz senden führt dies zu einer Steigerung der eigenen und durch fremde Interrogatoren ausgelösten Antworten und in manchen Bereichen wird schon bis zu 100 % Auslastung des Funkfeldes erreicht. Durch sich überlappende Antworten wird die Detektierung der Antworten gestört oder unmöglich. Auch kann es bei einer zu hohen Anzahl von Abfragen zur Unterdrückung von Antworten auf die eigenen Abfragen kommen, wenn kurz vor der eigenen Abfrage ein anderer Interrogator den Transponder schon abgefragt hat und dieser gerade beim Senden der Reply Message ist oder sich noch in der an eine Reply Message direkt anschließende Totzeit befindet innerhalb dessen keine Antworten erfolgen dürfen.

## Betriebsorganisation
Das Sekundärradarverfahren „SSR“ für „Secondary Surveillance Radar“ wird in der zivilen Luftfahrt (in den USA auch ATCRBS „Air Traffic Control Radar Beacon System“ für Mode AC) und
„IFF“ für „Identification Friend or Foe“ (dt. Freund-Feind-Erkennung), ehemals „SIF“ für „Selective Identification Feature“ in der militärischen Luftfahrt verwendet. wobei die Modi A, C und S identisch sind. Sekundärradar liefert der Luftfahrt zusätzliche Informationen über ein Flugzeug, die ein Primärradar nicht liefern kann, z. B. eindeutige Id eines Luftfahrzeuges oder dessen barometrische Höhe. SSR und IFF sind kooperatives Verfahren, das bedeutet:
- SSR- oder IFF-Transponder in Luftfahrzeugen müssen aktiv auf Abfragen von SSR- und IFF-Interrogatoren, MLAT-Sensoren und ACAS antworten, bzw. ADS-B Squitter aussenden.
- Sind die SSR- oder IFF-Transponder defekt oder absichtlich deaktiviert oder gestört ist keine Erfassung der Luftfahrzeuge mit SSR und IFF möglich
- Alle SSR- und IFF-Modi sind standardisiert, damit zwischen SSR-, IFF-, MLAT- und ACAS-Interrogatoren und SSR- und IFF-Transponder in Luftfahrzeugen ein Datenaustausch möglich ist.

### SSR Mode A bis D und IFF Standard Mark X
Von ICAO werden verbindliche Standards für SSR definiert die die technischen Parameter und die Nutzung von Sekundärradar regeln. Die technischen Parameter der zivilen ICAO Modi werden auch in IFF-Standards übernommen. Von den ursprünglich definierten SSR Mode A bis D, werden nur noch SSR Mode A (Identification) und Mode C (Höhe) genutzt und sind noch im derzeit gültigen ICAO Annex 10 Vol.IV definiert.
Die Bezeichnung Mark X (sprich: Mark ten) wird nur in militärischen, jedoch nicht in ICAO-Dokumenten verwendet. IFF Mark X umfasst Mode 1, Mode 2 und Mode 3/A (identisch mit ICAO Mode A) und Mode C (identisch mit ICAO Mode C).
Zusätzlich wird die Bezeichnung Mark auch von ARINC in ARINC-Characteristics verwendet und zwar Mark 3 in ARINC Characteristics 718-4 for Air Traffic Control-Transponders (ATCRBS/Mode S), sowie Mark 4 in der aktuellen Version ARINC Characteristics 718-A.

#### Abfrageformat
Die Abfrage wird oft auch als Mode bezeichnet. Die Frage lautet etwa: „Wer bist du?“ Der Transponder im Flugzeug antwortet darauf mit einem Transpondercode. Alternativ dazu kann auch abgefragt werden „Wie hoch fliegst du?“ (Diese Frage ergab sich daraus, dass die meisten Radargeräte früher nur 2D-Radargeräte waren.) Das Flugzeug antwortet darauf mit einem weiteren Code. Mode und Code gehören immer zusammen, denn wenn die Frage nicht bekannt ist, ist der geantwortete Zahlenwert nicht eindeutig. Der Mode wird durch den Abstand zwischen zwei kurzen Sendeimpulsen kodiert übertragen und hat folgende Bedeutungen:
| Mode        | Mode  | Abstand zwischen P1–P3 | Verwendung |
| ----------- | ----- | ---------------------- | --- |
| militärisch | zivil | Abstand zwischen P1–P3 | Verwendung |
| 1           |       | 3 (±0,2) µs            | Militärische Identifikation Dieser Mode unterstützt nur 32 verschiedene Codes (obwohl ebenfalls 4096 Codes technisch möglich sind). Im Normalfall werden durch diese Codes Informationen über Einsatzzweck, -aufgabe und Typ übermittelt. Wird in Friedenszeiten kaum genutzt. |
| 2           |       | 5 (±0,2) µs            | Militärische Identifikation Der Mode 2 enthält 4096 verschiedene Codes für militärische Zwecke (wie Mode A). Im Normalfall werden durch diese Codes ein individueller Code des Flugzeuges (militärische Kennung) übermittelt. |
| 3/A         | A     | 8 (±0,2) µs            | Zivile und militärische Identifikation Die Antwort auf den Mode A (Code) ist eine vierstellige Zahl (oktal 0000 bis 7777; drei Bit beziehungsweise Pulse pro Stelle BCD-Kodiert) zur Identifikation des Flugzeugs. Er wird vom Piloten am Transponder direkt oder an der abgesetzten Bedieneinheit eingegeben. (War mal als Individualcode gedacht, reicht aber für diese Aufgabe heute nicht mehr aus.)                                                       |
|             | B     | 17 (±0,2) µs           | In ICAO Doc-8226, Report ComDiv Meeting 1962 wurde vermerkt, das Mode A und Mode B für Identification und Tracking vorgesehen ist, chpt.8 Nr.8.3 jedoch wurde in ICAO Annex 10 nur der Abfrage Pulsecode jedoch ohne Definition für eine Nutzung standardisiert. Nr. 3.9.3.1.4.1Anmerkung: SSR Mode D wurde aus ICAO Annex 10 gelöscht. |
| C           | C     | 21 (±0,2) µs           | Barometrische Höhenangabe Höhe des Flugzeuges in Schritten zu 30,5 m (100 ft). Dieser Wert wird von einem barometrischen Höhenmesser ermittelt, der in allen Flugzeugen der Welt dieselbe Standardeinstellung hat (ICAO Standard Atmosphäre). Der Wert wird technisch ähnlich wie der Mode 3/A übertragen, jedoch nicht direkt oktal codiert, sondern mittels Gillham-Code. Der Wertebereich umfasst Angaben von −304,8 m (−1000 ft) bis 38,7 km (127.000 ft). |
|             | D     | 25 (±0,2) µs           | In ICAO Doc-8226, Report ComDiv Meeting 1962 wurde vermerkt, das Mode D für zukünftiger Erweiterungen vorgesehen ist, chpt.8 Nr.8.3 jedoch wurde in Annex 10 Abfrage nur der Abfrage Pulsecode ohne Definition für eine Nutzung standardisiert Nr. 3.8.4.3Anmerkung: SSR Mode D wurde aus ICAO Annex 10 gelöscht. |

Bei allen zivilen SSR-Interrogatoren (1030 MHz) und z. T. auch bei militärischen IFF-Interrogatoren wird zusätzlich ein SLS (Side Lobe Suppression) Puls P2 ausgesendet. Im Gegensatz zu den Abfragepulsen P1/P3 die über Antenne mit einem hohen Antennengewinn von typisch um bis zu 28 dBi Antennengewinn ausgestrahlt werden, wird der SLS-Puls P2 meistens über ein Rundstrahldiagramm ausgesendet. Da hierzu ein zusätzlicher Kanal an der Hohleiter-Drehkupplung der drehenden Radarantenne benötigt wird, unterstützen aber nicht alle Antennen von IFF-Interrogatoren die Aussendung des P2 SLS-Pulses. Durch Amplitudenvergleich der Pulse P1/P3 mit dem P2 werden, soweit möglich, Abfragen von Luftfahrzeugen, die sich in Nebenkeulen der Antenne befinden, oder die die Abfrage Pulse über Reflexionen empfangen reduziert. Es gab auch weitere Ansätze zur Minimierung der Abfragen in Side-Lobes der P1-Pulse zusätzlich zum P2-Pulse verwendet wurde.

#### Antworttelegramm
Das Antworttelegramm ist ohne Berücksichtigung der erlaubten Toleranzen und Nutzung des SPI bei SSR Mode A bis Mode D circa 20,75 µs lang, bezogen auf die positiven (ansteigenden) Pulsflanken zwischen F1- und F2-Pulsen plus 0,45 µs für die Puls-Breite des F2-Pulses. Mit SPI-Puls erhöht sich die Länge auf 25,1 µs, bezogen auf die positiven (ansteigenden) Pulsflanken zwischen F1 und SPI plus 0,45 µs für die Puls-Breite des SPI. Alle SSR Antworten werden auf der Frequenz 1090 MHz übertragen. Bei dieser Antwort muss ein größerer Toleranzbereich akzeptiert werden, weil zum Beispiel in großen Höhen bei starker Kälte die frequenz-bestimmenden Bauteile des Transponders größere Abweichungen vom Sollwert haben.

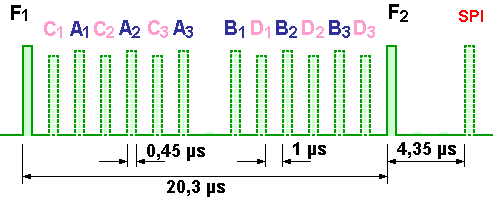
Antworttelegramm des Transponders

Das Antwort-Telegramm besteht aus 2 bis 15 Impulsen mit einer Impulsdauer von je 0,45 µs (±0,1 µs). Die beiden Rahmenimpulse F1 und F2 im Abstand von 20,3 µs müssen im SSR-Empfänger detektiert sein, damit vom Empfänger diese Impulse als gültige SSR Mode A bis Mode D Antwort erkannt werden. Zwischen den Rahmenimpulsen gibt es im Abstand von 1,45 µs insgesamt 13 Positionen für die Kodier-Impulse. Von diesen werden im Mode A und C nur maximal 12 für die Übertragung der gewünschten Information in einem Oktalcode genutzt. Die drei Leerstellen dürfen nicht durch Impulse belegt sein, da sonst manche Decoder die gesamte Antwort als Störung interpretieren und somit verwerfen. Das Antwort-Telegramm enthält jedoch keinerlei Information über den Mode. Der Decoder des Sekundärradars geht immer davon aus, dass die empfangene Antwort zu dem als letztes abgefragten Mode passt.
Die Impulse zwischen den Rahmenimpulsen beinhalten den Code, der abhängig vom Abfragemode die gewünschte Information als Oktalzahl enthält. Durch die Anzahl von 12 möglichen Impulsen ist der Wertevorrat der eindeutigen Informationen auf 4096 begrenzt.
Antworttelegramm - SSR Mode A
Der erste IFF-Mode 1 und später der ICAO Mode A Nr. 3.9.3.2 nutzten nur 2 Oktalzahlen und 6 Pulse (jeweils 3 Pulse für die Oktalzahl A und B), wodurch nur 64 Codes für die Identifizierung möglich waren. Zur Erhöhung der Kapazität wurde das Antworttelegram in IFF Mode 2 und ICAO Mode A Nr. 3.8.6.2.1 um 2 weitere Oktalzahlen, bzw. 6 weitere Pulse ergänzt (jeweils 3 Pulse für die Oktalzahl C und D), den Umfang auf 4096 Codes für die Identifizierung erhöhte. Die 6 zusätzlichen Pulse wurden in den verbleibenden Zwischenräumen zwischen den Pulsen für A und B ausgesandt, jedoch verblieb die Mittenposition für eine mögliche zukünftige Nutzung reserviert Nr. 3.8.6.2.1, wurde aber nie für eine Nutzung von ICAO standardisiert. Da die Empfänger von einigen SSR-Interrogatoren die X-Position für interne Messungen verwenden, kommt es durch Empfang eines Pulses an der X-Position zu Störungen. Daher wurde aufgrund von aufgetretenen Störungen durch testweise Nutzung eines X-Pulses in den letzten Jahren von ICAO nochmals explizit durch ICAO eine Nutzung der X-Position für die Aussendung eines Pulses untersagt.Nr. 3.1.1.6.2.2
Der SPI-Impuls (special position identification pulse) wird beim „squawk ident“, nach manuellen drücken des Piloten der Taste „IDENT“ im Bedienfeld des Transponders, 4,35 µs (drei Rasterintervalle) nach dem Rahmenimpuls F2 platziert. Dadurch blinkt z. B. bei DERD-MC Radarbildschirmen  das Kopfsymbol des SSR-Ziels auf. (DERD-MC bedeutet  Display of Extracted Radar Data Micro Computer Display von Raytheon)
Antworttelegramm - SSR Mode B
Mit ICAO-Annex 10, Edition 5 im Oktober 1963 wurde der Abfrage Pulsecode für Mode B definiert, Nr. 3.9.3.1.4.1 jedoch erfolgte keine Definition für die Nutzung oder das Antworttelegramm.
Antworttelegramm - SSR Mode C
Die Definition für eine Automatic Pressure Altitude (Antwort des gemessenen Luftdrucks) erfolgte erst in ICAO Annex 10 Ed.7 im August 1963 Nr. 2.5. Für die Höhenkodierung wurden das für Mode A definierte Pulsdiagramm übernommen jedoch eine andere Codierung verwendet. Es wurden 12 Pulse (ABC alles Pulse, D2 und D4 gepaart mit SPI) für 100 ft-Inkremente verwendet Nr.3.8.7.12.4. Neun der Pulse wurde für die Kodierung der Höhe zwischen -1000 ft und +126.750 ft in Inkrementen von 500 ft definiert. Die zwei verbleibenden Pulse D1- und die Kombination von D2- mit dem SPI-Pulse Table B wurden für die Kodierung der Höheninkremente in 100 ft Schritten verwendet Nr. 3.8.7.12.4.1. Mit Einführung von Annex 10 Volume I wurde die Nutzung von SPI aus der in Table B die die Höhenkodierung definiert entfernt.
Antworttelegramm - SSR Mode D
Mit ICAO-Annex 10, Edition 7 im Oktober 1963 Nr. 3.8.4.3 wurde der Abfrage-Pulsecode für Mode D für zukünftige Nutzung definiert, jedoch erfolgte keine Definition für die Nutzung oder das Antworttelegramm.

#### Anzeige

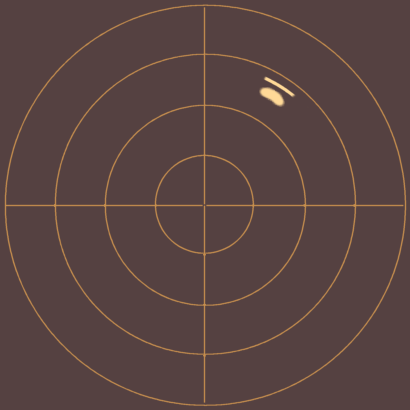
Anzeige der Identifikation auf einem PPI-scope

Im einfachsten Fall wird auf dem Radarschirm hinter dem Zielzeichen des Primärradargerätes ein weiteres, meist etwas dünneres Zielzeichen angezeigt. Der Abstand entsprach anfangs der zusätzlichen Verzögerungszeit im Transponder. Später konnte er individuell am Sichtgerät eingestellt werden. Die Zahlenwerte des Identifizierungscodes und die Höhenangabe müssen auf einem zusätzlichen Display aus Leuchtdioden am Sekundärradar oder an einer abgesetzten Anzeige neben dem Primärradarbildschirm abgelesen werden. Einige Radargeräte können diese Zusatzinformationen auf dem Bildschirm selbst als Zahlenangabe einblenden.
Moderne digitale Radargeräte können die Informationen des Sekundärradars mit dem Zielzeichen des Primärradargerätes zusammenfügen. Hier werden beide Radarinformationen in je einen Plotextraktor zu einem digitalen Datenwort verarbeitet, die dann im Radar Data Processor zu einem Datensatz korreliert werden. Die Anzeige erfolgt also auf dem digitalen Bildschirm des Primärradargerätes. Da sich die Signalverzögerungszeiten nun auch in der Bodenstation erheblich unterscheiden, muss die Antenne des Sekundärradargerätes mit einem kleinen Winkelversatz auf der Primärradarantenne montiert werden.

### SSR Mode S vs. Standard Mark XII (Mode S)
Ein weiterer durch die ICAO definierter verbindlicher Standard ist SSR Mode S (Mode Selektive). Die militärische Bezeichnung in Standards, die die ICAO-Definitionen für Mode S übernehmen, ist Mark XII (sprich: Mark twelve). Sie wird auch als Mode S bezeichnet.
Zusätzlich wird die Bezeichnung Mark auch von in ARINC Characteristics verwendet und zwar Mark 3 in ARINC Characteristics 718-4 für ATC (Air Traffic Control) Transponder (ATCRBS/Mode S), sowie  Mark 4 in der aktuellen Version ARINC Characteristics 718-A.
Da bei den maximal 4096 impulskodierten Antworten von SSR Mode A eine individuelle Identifikation von Luftfahrzeugen nicht möglich war, wurde im Auftrag der U.S. FAA (Federal Aviation Administration) SSR Mode S entwickelt, der jedem Luftfahrzeug eine eindeutige 24 Bit lange Adresse zuordnen sollte. Nach Standardisierung durch ICAO wurde SSR Mode S im ICAO Annex 10 Volume I Amendment 67 im Jahr 1987 veröffentlicht. Später wurde der  ICAO Mode Standard auch in die militärischen US- und NATO-Standards für IFF übernommen.
Bei Mode S wird jedem Mode-S-fähigen Transponder eine fest einprogrammierte individuelle Adresse zugeteilt. Der Standard sieht vor, dass bei einer selektiven Abfrage Mode-S-Transponder gezielt über ihre Adresse abgefragt werden können. Dadurch wird die Anzahl der Antwortsignale massiv gesenkt. Außerdem enthält auch das Antwortsignal die Adressinformation, so dass es eindeutig dem jeweiligen Flugzeug zugeordnet werden kann und Fruit ausgeschlossen wird. Dieser Standard wurde durch die ICAO festgelegt und ist für Flugzeugneuzulassungen vorgeschrieben.
„Die individuelle SSR-Mode-S-Adresse soll eine von 16.777.214 möglichen 24-Bit-Adressierungen sein, die durch die ICAO oder einer staatlichen oder einer anderen bevollmächtigten allgemeinen Registrierungsbehörde zugeteilt wird.“

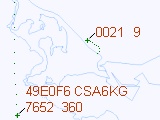
Oben: Darstellung eines Flugzeuges mit Mode 3/A und Mode C
Unten: Flugzeug der CSA mit zusätzlichen Mode-S-Informationen

Das bisherige Identifizierungssystem im Mode 3/A hat durch den verwendeten vierstelligen Oktalcode nur einen Wertevorrat von 4.096 verschiedenen Identifizierungscodes. Deshalb musste dieser Code dynamisch zugewiesen werden, das heißt, beim Durchflug durch verschiedene Zuständigkeitszonen wurde dem Flugzeug ein jeweils neuer Identifizierungscode zugewiesen. Das hat bisher die Gefahr von Verwechslungen auf dem Radarschirm verursacht.
Das Mode-S-System kann als Basisprotokoll für die Kommunikation zwischen dem Transponder im Flugzeug und dem Sekundärradar am Boden definiert werden. Neben dem Identifizierungscode, der nun individuell (ähnlich wie ein Kfz-Kennzeichen) für ein Flugzeug vergeben wird, können sehr viel mehr Informationen über den aktuellen Flugzustand an das Sekundärradar übertragen werden.
Der militärische Mode 4 ist für zivile Geräte nicht auswertbar, da die Antworten kodiert und der Inhalt daher klassifiziert (classified/geheim) ist.
Ein wesentlicher Vorteil des Systems ist, dass die Bodenstationen die abgefragten Informationen über ein Netzwerk austauschen können. Das verringert die Abfragehäufigkeit und somit auch die gegenseitigen Störungen durch Fruit. Das setzt allerdings voraus, dass, nachdem die selektive Abfrage eines Flugzeuges erfolgt ist, dessen Antwort einem Primärecho zugeordnet wird und eine weitere Abfrage unterbleibt. Die Abfrage muss wieder abwärtskompatibel sein. Ein alter Mark-X-Transponder darf durch die Mode-S-Abfragen nicht verwirrt werden. Deshalb werden diese alten Transponder wie bisher abgefragt, allerdings wird dem Protokoll ein vierter Impuls (P4) angehängt, der einen Mode-S-Transponder für diese Abfragen sperrt. Die alten Transponder kennen diesen Impuls nicht und ignorieren ihn.
Die Abfragemöglichkeiten einer Mode-S-fähigen Bodenstation werden grob in zwei Typen klassifiziert:

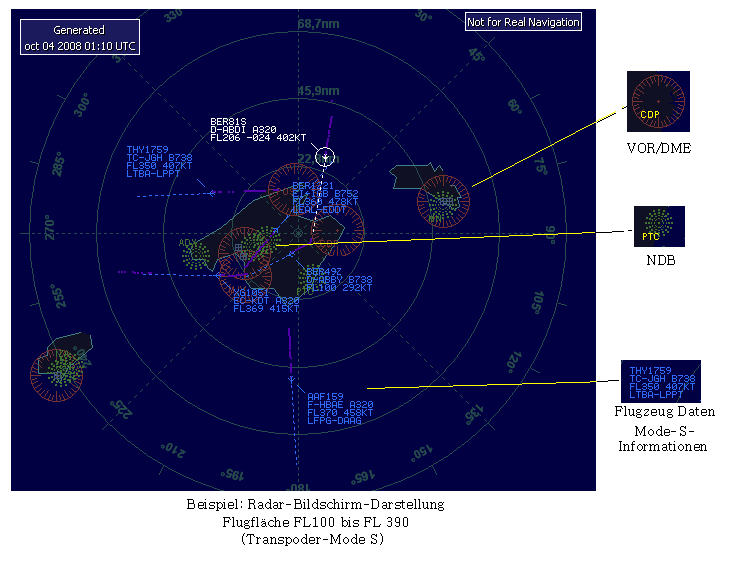
Radarbild Mode-S-System

#### All-call interrogations
„All-call interrogations“ erwarten von allen Flugzeugen im Auffassungsbereich eine Antwort. Doch unter bestimmten Bedingungen kann der Mode-S-Transponder diese Antworten sperren. Zum Beispiel kann eine erfolgreiche Abfrage bewirken, dass die diese Abfrage auslösende Bodenstation keine Antworten auf diesen Abfragemode mehr erhält. Der Transponder erwartet von dieser Bodenstation nun eine „Roll-call interrogation“.

#### Roll-call interrogations
„Roll-call interrogations“ sind individuell (selektiv) adressierte Abfragen, auf die nur der eine angesprochene Mode-S-Transponder reagiert. Die Antwort auf diese selektive Abfrage ist ein Telegramm aus bis zu 112 Bit, das diverse Informationen wie Kurs, Geschwindigkeit oder Ausweichempfehlungen vom bordeigenen Kollisionswarnsystem (siehe TCAS) enthalten kann. Der genaue Inhalt kann vom Fluglotsen aus einem Pool von Möglichkeiten ausgewählt werden.

#### Übertragungsprotokolle

##### Uplink
Neben der eigentlichen Mode-S-Abfrage müssen durch die Bodenstationen auch zum Mark-X-System kompatible Impulsmuster gesendet werden, die in der folgenden Tabelle gezeigt werden:
| Impulsdauer von P4      | Mode S inter mode | Mode S inter mode |
| ----------------------- | ----------------- | --- |
| kein P4                 | Mode A reply      | Diese Abfrage wird abwärtskompatibel für nicht mode-S-fähige Transponder gesendet. Da der Transponder nicht erkennen kann, ob eine mode-S-fähige Bodenstation abfragt, antwortet er auch. |
| 0,8 µs                  | no reply          | Deshalb wird durch Mode S-fähige Abfragestationen ein kurzer P4-Impuls gesendet, dann antwortet ein Mode-S-Transponder nicht. Alte Transponder kennen diesen Impuls nicht und antworten. |
| 1,6 µs                  | all-call reply    | Ein langer P4-Impuls wird gesendet, um eine „All-call interrogation“ auszulösen. Dieser Mode wird selten verwendet, da es andere und bessere Möglichkeiten gibt, den Individualcode zu erfassen und eine gezielte Mode-S-Abfrage auszulösen.                                                                            |
| kein P4 dafür großer P2 | Mode S reply      | Das Radar sendet einen P2-Impuls mit gleicher Amplitude wie der P1-Impuls. Das aktiviert Mode-S-Transponder zum Empfang des P6-Impulses mit dem Datenblock. Für nicht Mode-S-fähige Transponder erscheint diese Abfrage wie aus einer Nebenkeule und wird deswegen durch die erfüllte ISLS-Bedingung nicht beantwortet. |

Als Übertragungsprotokoll wird auf dem sogenannten Uplink-Weg (Abfrage von der Bodenstation hoch zum Flugzeug) innerhalb des P6-Impulses eine Impulsmodulation mit differenzieller Phasenumtastung (DPSK) genutzt. Da der P2-Impuls nun zur Sperrung der alten Transponder verwendet wird, muss die Nebenkeulenunterdrückung anders gelöst werden. Ein fünfter Impuls P5 wird wie früher der P2-Impuls über eine Antenne mit Rundstrahlcharakteristik ausgesendet. Dieser Impuls überdeckt das Synchron-Bit im P6-Impuls. Ist der P5-Impuls zu groß, dann kann der Transponder den Impuls P6 nicht decodieren. Der P6-Impuls kann entweder 56 oder 112 Bit enthalten. Der Upling hat eine Datenrate von 4 Megabit/Sekunde.
Technisch ist es auch möglich, über den Uplink Informationen an Flugzeuge zu schicken, beispielsweise Wetterdaten, Informationen über sich annähernde Flugzeuge (Traffic Information Service, TIS, in den USA), Flugfreigaben etc. Diese Möglichkeiten werden in der EU noch nicht ausgenutzt. Insgesamt sind 25 verschiedene Abfragen mit Mark-XII möglich; ebenso gibt es 25 individuelle Antwortmöglichkeiten.
Antworttelegramm - SSR Mode S und ADS-B-Squitter 

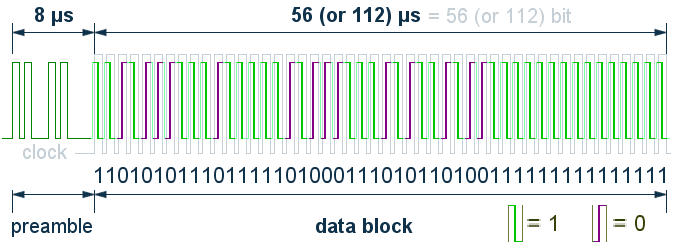
Mode-S-Antwort mit Pulse Position Modulation

Auf dem Downlink-Weg (Antwort vom Flugzeug zum Abfragenden) ist es ungünstig, ebenfalls die differenzielle Phasenumtastung (DPSK) zu verwenden. Die Übertragungssicherheit wird durch die extremen Temperaturschwankungen, denen ein Transponder in großen Flughöhen ausgesetzt wird, ungünstig beeinflusst. Deshalb wird eine weniger anfällige Modulation, die Pulse Position Modulation (PPM) verwendet. Immer dann, wenn in einem dem Antwortdiagramm als Zeitraster hinterlegten Synchrontakt eine fallende Flanke erkannt wird, dann liegt eine logische „1“ an. Bei einer steigenden Flanke wird eine logische „0“ erkannt. Auch auf dem Antwortweg werden so entweder 56 oder 112 Bit übertragen. SSR Mode S besitzt derzeit nur eine Datenrate von 1 Megabit/Sekunde.

#### Antworttelegramm, SSR Mode S-Phase Overlay
SSR Mode S besitzt derzeit nur eine Datenrate von 1 Mega Bit/Sekunde. Da derzeit schon allen Bits im Mode S Telegramm feste Funktionen zugeordnet worden sind, wird derzeit an der Standardisierung einer Erweiterung gearbeitet. Durch zusätzliche D8PSK-Modulation eines jeden Daten-Pulses soll die Datenrate auf 4 Megabit/Sekunde erhöht werden.
Die Angabe der Datenrate ist jedoch im Vergleich zu anderen Übertragungsverfahren irreführend, da die Informationen nicht durch z. B. eine Kette von ASCII-Zeichen übertragen wird, sondern relevante Informationen durch Änderung auch nur eines einzelnen Bits im Antworttelegramm signalisiert werden kann. Die Effektivität pro Bit ist bei SSR Mode S daher um ein vielfaches höher als die eigentliche Datenrate vermuten lässt.

#### ADS-B-Squitter
Eine Besonderheit der Mode-S-fähigen Transponder ist der sogenannte Squitter-Mode, bei dem der Transponder unabhängig von einer Abfrage und in regelmäßigen Abständen zum Beispiel GPS-Position und Identifizierung als Rundspruch sendet (ADS-B Automatic Dependent Surveillance – Broadcast). Die Unterstützung dieses Modes ist in Deutschland jedoch keine Pflicht. Auch sind noch nicht alle Mode-S-fähigen Transponder technisch in der Lage, eine solche Nachricht zu versenden.
Dieser Mode ermöglicht, mit einem einfachen über eine USB-Schnittstelle an einen Computer angeschlossenen Empfänger auf der Frequenz 1090 MHz ein virtuelles Radar aufzubauen, das mit einer kleinen Stabantenne die kommerziellen Flüge im Umkreis von etwa 40 km auf dem Computerdisplay in Echtzeit darstellen kann. Durch die Verknüpfung vieler solcher kleinen Empfangsstationen über ein Netzwerk sind lückenlose Darstellungen der Bewegungen im Luftraum möglich.

### Ausrüstungsvorschriften
In Deutschland ist in folgenden Fällen die Nutzung eines Transponders in einem Luftfahrzeug vorgeschrieben:
- Bei IFR-Flügen (§ 3 FSAV)[31] §3 (1) 4. "einem Sekundärradar-Antwortgerät (Transponder), das für den Abfragemodus A mit 4 096 Antwortcodes und für den Abfragemodus C mit automatischer Höhenübermittlung ausgestattet ist. Spätestens ab dem 31. März 2004 für neue Luftfahrzeuge und ab dem 31. März 2005 für alle Luftfahrzeuge ist die Mode-S-Technik gemäß dem gültigen internationalen Standard (mindestens Level 2 mit SI-Code und Elementary Surveillance ELS-Funktionalität) erforderlich. Für alle Luftfahrzeuge, die eine höchstzulässige Startmasse von mehr als 5.700 Kilogramm aufweisen oder mit einer wahren Eigengeschwindigkeit (True Airspeed, TAS) von mehr als 250 Knoten betrieben werden, ist ab dem 31. März 2007 zusätzlich die Funktionalität Enhanced Surveillance (EHS) gefordert;"
- Bei VFR-Flügen sind die Anforderungen gemäß FSAV[31] §4 "Der Transponder muss über den Abfragemodus A mit 4 096 Antwortcodes und den Abfragemodus C mit automatischer Höhenübermittlung verfügen. Spätestens ab dem 31. März 2005 für neue Luftfahrzeuge und ab dem 31. März 2008 für alle Luftfahrzeuge ist für den Transponder die Mode-S-Technik gemäß gültigem internationalen Standard (mindestens Level 2 mit SI-Code und Elementary Surveillance (ELS) Funktionalität) erforderlich. Ausnahmen zu den Nummern 1 und 2 werden vom Flugsicherungsunternehmen in den Nachrichten für Luftfahrer bekannt gemacht." Dies gilt für:

1. - Lufträumen C und D (nicht Kontrollzone) (§ 4 FSAV)[31] §4 (5) 1.
2. - Bei VFR-Flügen in Lufträumen mit vorgeschriebener Transponderschaltung (Transponder Mandatory Zone – TMZ) (§ 4 FSAV)[31]§4 (5) 2.
3. - Bei VFR-Flügen bei Nacht im nicht kontrollierten und kontrollierten Luftraum (§ 4 FSAV)[31] §4 (5) 3.
4. - Bei VFR-Flügen mit motorgetriebenen Luftfahrzeugen, ausgenommen in der Betriebsart Segelflug, oberhalb 5000 Fuß über NN oder oberhalb einer Höhe von 3500 Fuß über Grund, wobei jeweils der höhere Wert maßgebend ist. (§ 4 FSAV)[31] §4 (5) 4.

## Weitere Anwendungen
Neben der Luftfahrt, die sicherlich den größten Anwender der Radartechnologie darstellt, werden Radarsysteme (sowohl primäre als auch sekundäre) auch in luftfahrtfremden Bereichen eingesetzt. Neben vielen anderen Transponderanwendungen werden nur diejenigen als Sekundärradar bezeichnet, bei denen auch eine Entfernungsbestimmung mittels einer Laufzeitmessung durchgeführt wird.
In der Schifffahrt arbeitet ein Radar Beacon nach einem ähnlichen Prinzip, wobei der Transponder dabei an den Seezeichen angebracht ist.

### Sekundärradar in der Automobiltechnik
Moderne Automobile verwenden ein Sekundärradar, um die Annäherung eines Funkschlüssels zum Kraftfahrzeug festzustellen. Dabei wird neben der Laufzeitmessung des Signals auch eine Datenübertragung durchgeführt, die den Schlüssel gegenüber dem Fahrzeug identifiziert. Erst bei erfolgreicher Identifikation und geringer Entfernung des Schlüssels zum Fahrzeug wird das Schließsystem der Türen entriegelt. Eine zusätzliche Innen-Außenraum-Erkennung stellt sicher, dass der Antrieb nur gestartet werden kann, wenn sich der Schlüssel innerhalb des Fahrzeugs befindet. Das Entfernen vom Fahrzeug führt nicht zum erneuten Verriegeln der Türen, dies muss manuell ausgelöst (gesteuert) werden.